# Haloragodendron baeuerlenii
Haloragodendron baeuerlenii är en slingeväxtart som först beskrevs av F. Müll., och fick sitt nu gällande namn av Anthony Edward Orchard. Haloragodendron baeuerlenii ingår i släktet Haloragodendron och familjen slingeväxter. Inga underarter finns listade i Catalogue of Life.